# 飯能市立飯能第二小学校
飯能市立飯能第二小学校（はんのうしりつ はんのうだいにしょうがっこう）は、埼玉県飯能市にある公立小学校。略称は飯能二小、二小。

## 概要
- 在籍生徒数65名、学級数6学級（2016年5月1日現在）、教職員数15名[1]。
- 学校教育目標は「学び豊かにたくましい子の育成」[2]。
- 飯能地方で最初に学校給食を開始した学校である[3]。

## 沿革
- 1873年（明治6年）12月 - 東光寺に久須美学校が開校する[4][5]。
- 1874年（明治7年）12月 - 小岩井学校が開校する[4][6]。
- 1878年（明治11年）4月 - 久須美学校が小瀬戸に移転する[4][5]。
- 1880年（明治13年）初頭 - 小岩井学校を合併する[4][5]。
- 1886年（明治19年）4月 - 教育令改正により飯能学校に合併、飯能尋常小学校飯能分校に改称する（飯能尋常小学校は後の飯能市立飯能第一小学校）[4][5]。
- 1891年（明治24年）10月 - 小学校令施行により飯能町立第二尋常小学校に改称する[4][5]。
- 1893年（明治26年）4月 - 飯能町立第二飯能尋常小学校に改称する[5]。
- 1936年（昭和11年）4月 - 学校給食を開始する[4][7]。
- 1938年（昭和13年）6月 - 学校給食調理室を改築する[5]。
- 1941年（昭和16年）4月 - 国民学校令施行により飯能町立飯能第二国民学校に改称する[4]。
- 1947年（昭和22年）4月 - 学制改革により飯能町立飯能第二小学校に改称する[4][8]。
- 1955年（昭和30年）1月 - 市制施行により飯能市立飯能第二小学校に改称する[4]。
- 1956年（昭和31年）8月 - 校舎増改築[4][8]。
- 1957年（昭和32年）3月 - 新校舎が落成する[8][9]。
- 1974年（昭和49年）2月 - 開校100年祭祝賀式、校旗作成・校歌制定・記念碑建立[4]。
- 1982年（昭和57年）12月 - 学校用地造成工事が完成する[4]。
- 1984年（昭和59年）3月 - 校舎竣工式挙行[10]、防音校舎が完成する[11]。
- 1984年（昭和59年）5月 - 校舎落成式挙行[4]。
- 1984年（昭和59年）7月 - プールが完成する[4][注 1]。
- 1984年（昭和59年）12月 - 屋内運動場が完成する[10][注 2]。
- 1985年（昭和60年）1月 - 屋内運動場落成式挙行[10][12]。
- 2011年（平成23年）4月 - 学校給食調理場を原市場給食調理場へ移管する[4]。

## 通学区域
大字久須美、大字小瀬戸、大字小岩井、大字中藤下郷字堂西、字野口入、字堂向、字野口向（1番から41番まで、686番から733番まで）

## 進学先中学校
- 飯能市立飯能西中学校

## 通学区域内の主な施設
- 自由の森学園中学校・高等学校
- 第二区公民館